# Hyalurgus tomostethi
Hyalurgus tomostethi är en tvåvingeart som beskrevs av Cepelak 1963. Hyalurgus tomostethi ingår i släktet Hyalurgus och familjen parasitflugor. Inga underarter finns listade i Catalogue of Life.